# Scopula merina
Scopula merina är en fjärilsart som beskrevs av Claude Herbulot 1955. Scopula merina ingår i släktet Scopula och familjen mätare. Inga underarter finns listade.